# Dimartedì (undicesima edizione)
L'undicesima edizione del programma televisivo Dimartedì è trasmessa sul canale LA7 a partire dal 17 settembre 2024.
Il programma è condotto da Giovanni Floris e si apre ogni settimana con la copertina comica, curata dal duo Luca e Paolo. Attraverso un approccio ironico, i due commentano i principali avvenimenti della settimana. Luca e Paolo tornano anche a metà puntata con un secondo intervento, caratterizzato da una finta intervista: Luca Bizzarri veste i panni dell'intervistatore, mentre Paolo Kessisoglu interpreta, di volta in volta, personaggi diversi legati all'attualità come Maria Rosaria Boccia, Elly Schlein e Italo Bocchino.
La sezione conclusiva del programma, trasmessa in seconda serata dopo mezzanotte, è intitolata Dimartedì Più.

## Puntate
| N° | Messa in onda     | Ospiti | Fonti |
| -- | ----------------- | --- | ----- |
| 1  | 17 settembre 2024 | |       |
| 2  | 24 settembre 2024 | |       |
| 3  | 1 ottobre 2024    | |       |
| 4  | 15 ottobre 2024   | |       |
| 5  | 22 ottobre 2024   | |       |
| 6  | 29 ottobre 2024   | |       |
| 7  | 5 novembre 2024   | Lucia Annunziata, Alessandro Di Battista, Antonio Di Bella, Elsa Fornero, Alan Friedman, Milena Gabanelli, Massimo Giannini, Enrico Mentana, Sergio Rizzo, Michele Santoro.              | [ 5 ] |
| 8  | 12 novembre 2024  | Riccardo Scamarcio, Maurizio Landini e altri |       |
| 9  | 19 novembre 2024  | |       |
| 10 | 26 novembre 2024  | |       |
| 11 | 3 dicembre 2024   | |       |
| 12 | 10 dicembre 2024  | |       |
| 13 | 17 dicembre 2024  | |       |
| 14 | 7 gennaio 2025    | |       |
| 15 | 14 gennaio 2025   | Pier Luigi Bersani, Elly Schlein, Maurizio Landini, Nicola Zingaretti, Elsa Fornero, Aldo Cazzullo, Federico Rampini, Lella Costa, Sergio Rizzo, Alessandro Di Battista e altri          | [ 6 ] |
| 16 | 21 gennaio 2025   | Lucia Annunziata, Marianna Aprile, Aldo Cazzullo, Elsa Fornero, Gianrico Carofiglio, Massimo Giannini, Pier Ferdinando Casini, Sergio Rizzo, Alessandro Masala e altri                   | [ 7 ] |
| 17 | 28 gennaio 2025   | Corrado Augias, Alessandro De Angelis, Corrado Formigli, Elsa Fornero, Dario Laruffa, Michele Santoro, Antonio Padellaro, Elisabetta Piccolotti, Walter Veltroni, Alessandro Zan e altri | [ 8 ] |

## Ascolti
| N°    | Messa in onda     | Telespettatori | Share | Fonti  |
| ----- | ----------------- | -------------- | ----- | ------ |
| 1     | 17 settembre 2024 | 1 249 000      | 7,6%  | [ 9 ]  |
| 2     | 24 settembre 2024 | 1 338 000      | 8,2%  | [ 10 ] |
| 3     | 1 ottobre 2024    | 1 329 000      | 7,7%  | [ 11 ] |
| 4     | 8 ottobre 2024    | 1.509.000      | 8,9%  | [ 12 ] |
| 5     | 15 ottobre 2024   | 1 491 000      | 8,9%  | [ 13 ] |
| 6     | 22 ottobre 2024   |                |       |        |
| 7     | 29 ottobre 2024   |                |       |        |
| 8     | 5 novembre 2024   | 1 584 000      | 9,4%  | [ 14 ] |
| 9     | 12 novembre 2024  | 1 566 000      | 9,3%  | [ 15 ] |
| 10    | 19 novembre 2024  | 1 362 000      | 9,3%  | [ 16 ] |
| 11    | 26 novembre 2024  | 1 429 000      | 8,4%  | [ 17 ] |
| 12    | 3 dicembre 2024   | 1 378 000      | 8,1%  | [ 18 ] |
| 12    | 10 dicembre 2024  | 1 382 000      | 8,0%  | [ 19 ] |
| 13    | 17 dicembre 2024  | 1 486 000      | 8,6%  | [ 20 ] |
| 14    | 7 gennaio 2025    | 1 357 000      | 8,0%  | [ 21 ] |
| 15    | 14 gennaio 2025   | 1 456 000      | 8,9%  | [ 22 ] |
| 16    | 21 gennaio 2025   | 1 448 000      | 8,8%  | [ 23 ] |
| 17    | 28 gennaio 2025   | 1 556 000      | 9,2%  | [ 24 ] |
| 18    | 4 febbraio 2025   |                |       |        |
| 20    | 11 febbraio 2025  | 967.000        | 4,32% | [ 25 ] |
| 21    | 18 febbraio 2025  |                |       |        |
| 22    | 25 febbraio 2025  | 1 494 000      | 8,8%  | [ 26 ] |
| 23    | 4 marzo 2025      | 1 539 000      | 9,4%  | [ 27 ] |
| 24    | 11 marzo 2025     | 1 498 000      | 8,9%  | [ 28 ] |
| 25    | 18 marzo 2025     | 1 560 000      | 9,7%  | [ 29 ] |
| 26    | 25 marzo 2025     | 1 533 000      | 9,4%  | [ 30 ] |
| 27    | 1 aprile 2025     | 1 560 000      | 9,3%  | [ 31 ] |
| 28    | 8 aprile 2025     |                |       |        |
| 29    | 15 aprile 2025    |                |       |        |
| 30    | 22 aprile 2025    |                |       |        |
| 31    | 29 aprile 2025    | 1 409 000      | 8,4%  | [ 32 ] |
| 32    | 6 maggio 2025     |                |       |        |
| 33    | 13 maggio 2025    |                |       |        |
| 34    | 20 maggio 2025    |                |       |        |
| 35    | 27 maggio 2025    |                |       |        |
| 36    | 3 giugno 2025     |                |       |        |
| 37    | 10 giugno 2025    | 1 321 000      | 9%    | [ 33 ] |
| Media |                   |                |       |        |